# Liste der Monuments historiques in Plouezoc’h
Die Liste der Monuments historiques in Plouezoc’h führt die Monuments historiques in der französischen Gemeinde Plouezoc’h auf.

## Liste der Bauwerke
| Bezeichnung                  | Beschreibung | Standort                      | Kennzeichnung | Schutzstatus | Datum | Bild           |
| ---------------------------- | ------------ | ----------------------------- | ------------- | ------------ | ----- | -------------- |
| Cairn von Barnenez           |              | (Lage)                        | PA00090230    | Classé       | 1956  | weitere Bilder |
| Kapelle St-Antoine           |              | Route de Saint-Antoine (Lage) | PA00090225    | Inscrit      | 1933  | weitere Bilder |
| Château du Taureau (Schloss) |              | (Lage)                        | PA00090226    | Classé       | 1914  | weitere Bilder |
| Hosianna-Kreuz               |              | (Lage)                        | PA00090227    | Inscrit      | 1928  | weitere Bilder |
| Kirche St-Étienne            |              | (Lage)                        | PA00090229    | Classé       | 1914  | weitere Bilder |
| Gezeitenmühle Melin Vor      |              | Le Dourduff en Terre (Lage)   | PA00090228    | Inscrit      | 1988  | weitere Bilder |

## Liste der Objekte
- Monuments historiques (Objekte) in Plouezoc’h in der Base Palissy des französischen Kultusministeriums